# براکتویل (تگزاس)
براکتویل، تگزاس(به انگلیسی: Brackettville, Texas) شهری در ایالت تگزاس از ایالات جنوبی ایالات متحده آمریکا است. در سرشماری سال ۲۰۰۰، جمعیت این شهر ۱۸۷۶ نفر اعلام شد.